# Carla Madureira
Carla Manuela de Sousa Madureira (11 de janeiro de 1974) é uma professora, deputada e política portuguesa. Ela é deputada à Assembleia da República na XIV legislatura pelo Partido Social Democrata.